# Остання темрява
Остання темрява — фентезійний роман американського письменника Стівена Р. Дональдсона, остання книга «Останніх хронік Томаса Ковенанта», яка завершує історію, яку Дональдсон розпочав у 1977 році «Прокляттям лорда Фоула». Опубліковано 15 жовтня 2013 р.
У квітні 2013 року третя частина була частково викладена на веб-сайті автора.

## Сюжет

### Частина перша
На мисі, де колись стояли Ясла Фоула, Томаса Ковенанта, Клайма та Бранла зустрічає старий компаньйон Ковенанта Гаручай Брінн, який став Охоронцем Єдиного Дерева під час його пошуків другого Посоха Закону. Літній Брінн відмовляється від дій Принижених, порівнюючи їхнє панування на землі до «симонії» та заявляючи про свою ганьбу. Принижені, які дуже поважають ак-гару Брінна, зачеплені його судженнями, але не відступають. Вони ще більше стурбовані ним, коли Брінн вирішив ігнорувати їх; коли Хробак Краю Світу розбудився, Брінн прибув, щоб дати Ковенантові пораду та зцілення. Він повідомляє Ковенанту, що після смерті Джоан рейвер турія Герем втік на північ до Сарангрейв-Флет, намагаючись заволодіти Горрімом Карабалом, ховачем Сарангрейва. Брінн радить Ковенанту вбити Рейвера, а не повертатися до Ліндена, і загадково нагадує йому, що криль «здатний на багато». Потім Брінн зцілює його від ран, отриманих від Джоан, але також змушує Ковенанта впасти без свідомості.
Коли Ковенант прокидається, він і Принижені використовують дику магію, щоб кілька разів телепортуватися до Сарангрейва. Рейвер уже почав свою атаку на луркера, але оскільки луркер такий великий, він не може заволодіти ним легко чи швидко. За допомогою Феросе та згоди хователя Ковенант використовує криль, щоб відрубати одержиме щупальце та стрибає за ним у болото, намагаючись убити Рейвера всередині. Перш ніж він досягає тонучого щупальця, Бранл витягує його з води, і Клайм дозволяє турії Герем заволодіти ним, а Клайм, у свою чергу, тримає Рейвера в собі (подібно до дій Грімманда Гоннінскрава в Ревелстоуні). Пам'ятаючи, що самадгі шеол був лише «орендою», Бранл використовує криль, щоб потрошити Клайма та жорстоко рубає його на шматки, убивши і його, і Рейвера.
Лурк, вдячний за те, що Ковенант і Гараучаї перевищили умови свого альянсу, пропонує обом гуртолоам. Перед тим, як піти, Ковенант просить Феросе передати Ліндену повідомлення «запам'ятати заборону». Потім вони мандрують на схід за допомогою телепортації від дикої магії, спостерігаючи за Хробаком Краю Світу в Морі Сонця, коли він тягнеться до Землі та Гори Грому. Ковенант вказує, що хованець блокує відчуття Хробака своєю величезною масою, тим самим тимчасово сповільнюючи його; за допомогою вцілілих ур-вілів і Вейнхіма він робить це успішно. Впевнений, що зробив усе, що міг, Ковенант повертається на захід разом із Бранлом.
Тим часом, після перемоги над інфелісом Елогіма, Лінден, Єремія та Став повертаються до Мартіїра та Гігантів. Єремія хоче побудувати структуру з малахіту, щоб утримувати та захищати Елогіма від Хробака. Після того, як Ферос прибув, щоб передати повідомлення Ковенанту та допомогти їй інтерпретувати його, Лінден розуміє, що їм знадобляться стародавні знання Лісу, які забороняють Хробаку просто знищити структуру з усіма Елогімами всередині. Вона робить перерву та подорожує назад у часі з Махртііром та їхніми двома Ранігінами, маючи намір зустрітися з лісовим Каер-Кавералом.
Не маючи їжі та мало сну, Стайв і Велетні виснажують себе, допомагаючи Єремії побудувати споруду, використовуючи малахіт, видобутий з боку масивного хребта; Сам Стайв страждає від неасоційованого психічного виснаження після того, як намагався самотужки збити велику плиту, поки Гіганти сплять.
Коли будівля закінчена, приходить Інфеліс і намагається вбити Єремію, називаючи його гидотою, але з подивом виявляє, що споруда, яку він побудував, не є в'язницею, а «фане» — храмом, який вони можуть вибрати виїжджають, коли хочуть. Коли Гіганти повідомляють їй, що вони підтримають Єремію, Інфеліс визнає, що в Елогіма немає друзів, і дозволяє їй та Елогіму втягнутися всередину. Єремія одержимий Кастенессеном так само, як і Анель, але Стайв серйозно поранив себе, кинувши Єремію на вершину споруди, подалі від фізичного контакту з травою, порушуючи його володіння. Потім з'являється сам Кастенессен і височіє над святинею; він піднімає свій людський кулак (який спочатку був кулаком Роджера Ковенанта), намагаючись знищити святиню та всіх Елогімів, що залишилися у світі, але Лостсон Лонґрот виходить із-за кратера неподалік і виконує свої завдання, відсікаючи Кастенессену руку. Кастенессен вбиває Лонґрота, але перш ніж він встигає викликати силу Землі та вогонь, необхідні для знищення святині, з'являється Ковенант із Бранлом і повертає Кастенессена назад до Інфелісу за допомогою криля та дикої магії. Кастенессен заявляє, що він лише огида, але Інфеліс пояснює, що він єдиний Елохім, якого коли-небудь любили і були коханими; вона визнає, що Елохіми були жорстокі до нього, і просить, щоб він дозволив їм зцілити його. Перш ніж увійти в будівлю з Кастенессеном, Інфеліс нагадує Гігантам, що лорд Фол відчайдушно хоче Єремію. Коли Кастенессен тепер ізольований від Громової Гори та Тої, Кого не можна називати, Бруд Кевіна зникає.
У минулому Землі Ранігін перевозив Ліндена та Махртіїра до Каерройл Вайлдвуд замість Каер-Каверал. Після першої поразки лорда Фоула від Ковенанту вона зустрічає Вайлдвуда в Галлоус Гов; він втомився доглядати за деревами протягом багатьох тисяч років і пояснює, що забороняти — це не знання, а суть. Махртіїр просить стати Лісовиком. Вайлдвуд зобов'язується, а потім жертвує собою, щоб дозволити їм повернутися до сьогодення.
Після важких випробувань Ковенант намагається допомогти Гігантам сумувати, даючи трупу Лонґрота caamora з дикою магією, але його перериває повернення Ліндена. Махртіїр, як новий Форестал Каервуд ур-Махртіїр, проростає природу та аліанта перед входом у храм. Ковенант просить Лінден вийти за нього заміж; вона погоджується, і вони обмінюються кільцями та обіймаються.

### Частина друга
Група прямує до Громової гори, щоб протистояти лорду Фоулу, знаючи, що вони більше нічого не можуть зробити, щоб зупинити Хробака, який змінив курс на Меленкуріона Скайвейра. На схід від гори на них нападають скурй і сандгоргони, очолювані залишками Рейвер-самадгі. Свардмаіннір і Гаручай підкріплені Гігантами, які прибули з Судна Дайра (корабля, на якому прибув Свардмаіннір) за вказівками Брінна, який помер від старості невдовзі після прибуття на борт корабля. Луркер створює потоп, який вбиває скурй, тоді як Ковенант знову викликає Вогняних Левів, які вбивають Сандгоргонів.
Усередині гори група потрапляє в засідку, яку влаштовують Кейвейти всередині Вайтварренів, але вони об'єднуються з двома сотнями Гаручаїв на чолі з Хандіром після того, як Бхапа та Пані переконали їх протистояти Лінден. Не знаючи, що Ковенант повернувся до життя, вони вирішують битися разом з ним і протистояти лорду Фоулу — чого Гаручаї ніколи раніше не робили. У той час як багато Печерних Вайтів продовжують атаку, Ковенант, Лінден, Єремія, решта Свардмаіннір і Гігантів, Бранл, Стейв, Бгапа, Пані та Майстри б'ються проти Кирила Трендора, коли Хробак Краю Світу починає пити земну кров у Меленкуріоні Скайвейрі.
Перш ніж досягти Кирила Трендора, Лінден використовує дику магію, щоб повернутися до Загубленої Безодні, намагаючись зупинити Ту, Кого Не Можна Називати. За допомогою ур‑вілів і Вейнхіма, що залишилися, Лінден використовує дику магію, щоб перенести кількох жертв у відродження Демондімів і врятувати прокляття. Ковенант знаходить лорда Фоула та його власного сина Роджера в Кирилу Трендорі. Зав'язується бійка, і Єремія одержимий останнім Рейвером, що залишився; намагаючись допомогти лорду Фоулу зловити Творця в пастку за допомогою однієї з конструкцій Єремії, Рейвер намагається показати Єремії спогади, які він засвоїв, коли востаннє володів своєю матір'ю — про те, як батько Лінден убив себе, а вона вбила свою матір — але натомість Єремія бачить спогади про минуле землі та дізнається багато знань. Єремія перемагає Рейвера, і той тікає. В розпачі Роджера вбиває лорд Фол, коли він розуміє, що не може уникнути своєї смертності. Єремія забороняє лорду Фоулу втекти від творіння. Лінден повертається, і Вона, Яку Не Можна Називати, врізається в Лорда Фоула перед тим, як піти, сильно послаблюючи його. Томас Ковенант поглинає лорда Фоула і, оскільки землетрус, який руйнував Землю, перетворює Кирила Трендора на руїни, Ковенант, Лінден і Єремія «[ступають] на кільватер кінця світу і [підносяться], як слава», виправляючи Арку часу.

### Епілог
Ковенант, Лінден і Єремія, тепер одягнені в сендалінові шати та сяюче срібло, подорожують на захід через Анделайн. Вони зустрічають Інфеліс, яка вітає їх із порятунком світу та заявляє, що Елохіми повернули Хробака спати. Пізніше вони зустрічають Каервуда ур-Махртіра та решту ур-вілів і Вейнгіма, які також стали лісовими. Після короткого обговорення та бажання відновити Землю і допомогти їй рости, вони йдуть. Нарешті вони дістаються до вцілілих тих, хто допомагав їм у Країні. Після смерті Гендіра у Вайтварренах Стайв став Голосом Майстрів. Став висловлює своє бажання реформувати стару Раду лордів замість того, щоб продовжувати бути Майстрами, і просить Велетнів допомогти йому в цьому та навчити людей Землі їхнього минулого. Єремія обіцяє повідомити їм про місцезнаходження Вардів Кевіна. Бранл прагне повернутися на Гору Грім як у пошуках криля, так і в надії укласти мир з Кейвейтами тепер, коли Фол більше не доводить їх до божевілля. Удалині Інсеквент манить до Ковенанта, Лінден та Єремії, і вони йдуть, коли сходить сонце.

## Відгуки
Девід Моран з Tor.com резюмував свою рецензію, сказавши, що «навіть у творі, наповненому його найгіршими тенденціями, Дональдсон досягає приголомшливої рішучості любові, витривалості та самопожертви, яку міг написати лише він. Дональдсон, безсумнівно, майстер кінематографічного екшену та стійкого розвитку до вибухового кінця. Він має особливий талант до катастрофічних кульмінаційних моментів, і ця книга не є винятком. Це відповідний кінець унікальної, складної, великої фантастичної епопеї».
Goodreads і Barnes & Noble оцінюють книгу 4,03/5 і 4,5/5 відповідно на основі відгуків користувачів.